# Golden Corral
Golden Corral — американская сеть ресторанов «семейного» типа, расположенная на территории 40 штатов.

## История
В 1971 году, у Джеймса Мэйнарда и Уильяма Ф. Карла возникла идея основать собственную компанию после неудачных попыток оформить франчайз с другими компаниями. В результате Golden Corral был основан в 1972 году и первый ресторан этой сети был открыт 3 января 1973 года в городе Фейетвилл, Северная Каролина.
В течение трех месяцев после открытия первого ресторана, компания открыла второй ресторан — 17 сентября 1973 года в Роли, Северная Каролина. Третий был открыт 18 июня 1974 года, снова в Фейетвилле. С тех пор компания расширилась до 486 локаций по всем Соединённым Штатам.